# Justine Ghekiere

## Carrière

### Voorgeschiedenis
Ghekiere werd op 14 mei 1996 geboren in het West-Vlaamse Izegem. Ze studeerde lichamelijke opvoeding aan Hogeschool VIVES in Torhout. Ze was ook redder aan de kust van Knokke-Heist, en later actief als personal coach in een fitnesscentrum in Roeselare. Ze nam als amateur geregeld deel aan loopwedstrijden. Zo liep ze in 2015 de Spartacus Run in Boom en in 2018 finishte ze als achtste in de Paulusrun in Wevelgem. Op haar zestiende begon ze met fietsen, op een recreatieve basis.

### 2020: in wielerwereld door pandemie
Ghekiere fietste zich voor het eerst in de kijker in 2020 tijdens de virtuele Ronde van België, georganiseerd omwille van de heersende coronapandemie. Ze nam hieraan deel in het team van Ceylin del Carmen Alvarado. De klassementen van deze vijfdaagse wedstrijd werden bepaald aan de hand van het aantal verreden kilometers. Na de derde dag stond Ghekiere aan de leiding in zowel het jongeren- als het eliteklassement. Ghekiere werd echter gediskwalificeerd, omdat haar verreden afstand en tijd volgens organisator Golazo te hoog lagen. Ze reed op de slotdag bijvoorbeeld vierhonderd kilometer in dertien uur. In de eindstand zou ze zo in totaal vijfhonderd kilometer meer hebben gereden dan haar dichtste achtervolgster. Na haar bestanden met wattages en hartslagen door te sturen geloofden de organisatoren haar, maar haar diskwalificatie werd niet ongedaan gemaakt. Haar team won desondanks wel het ploegenklassement. Golazo bood Ghekiere ter compensatie een professionele test aan bij Energy Lab. Hier kreeg ze het advies om over te stappen op competitiesport, en werd haar aangeboden om haar resultaten door te geven aan UCI-ploegen. Ze sloot zich aan bij het Lotto Cycling Talent-project en Ward Vande Capelle werd haar trainer.

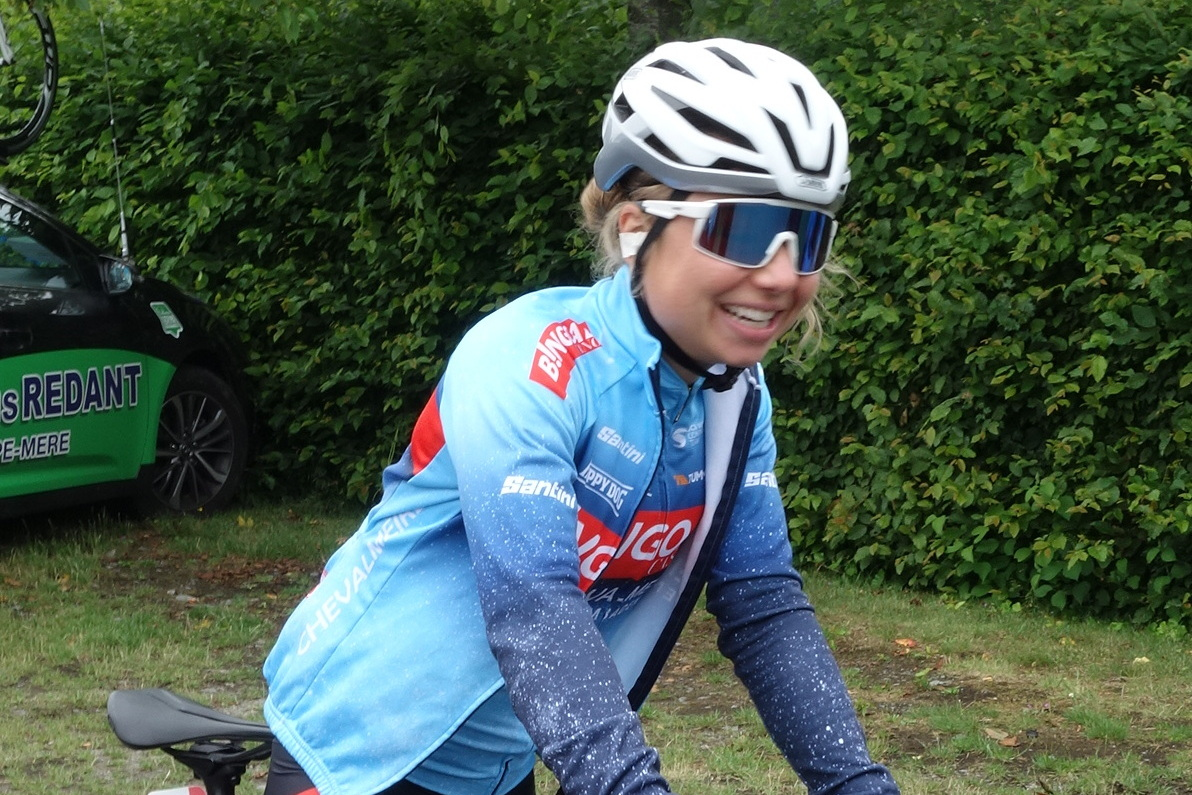
Ghekiere aan de start van de Lotto Belgium Tour 2021

### 2021: profcontract en gevuld voorjaar
Ze kreeg haar eerste profcontract bij de Belgische continentale wielerploeg Bingoal Casino-Chevalmeire. Ze reed op 2 maart 2021 haar eerste UCI-koers, de eendaagse semiklassieker Le Samyn. Dat seizoen reed ze bijna alle Belgische wielerklassiekers. Ze toonde zich later dat jaar in de Tour de l'Ardèche, waar ze in de vierde en de zevende etappe achtste wist te worden. Daarnaast behaalde ze de twaalfde plek in het algemeen klassement van die koers, waarmee ze de beste Belgische was.

### 2022: eerste podium, bergklassement en nationale selectie

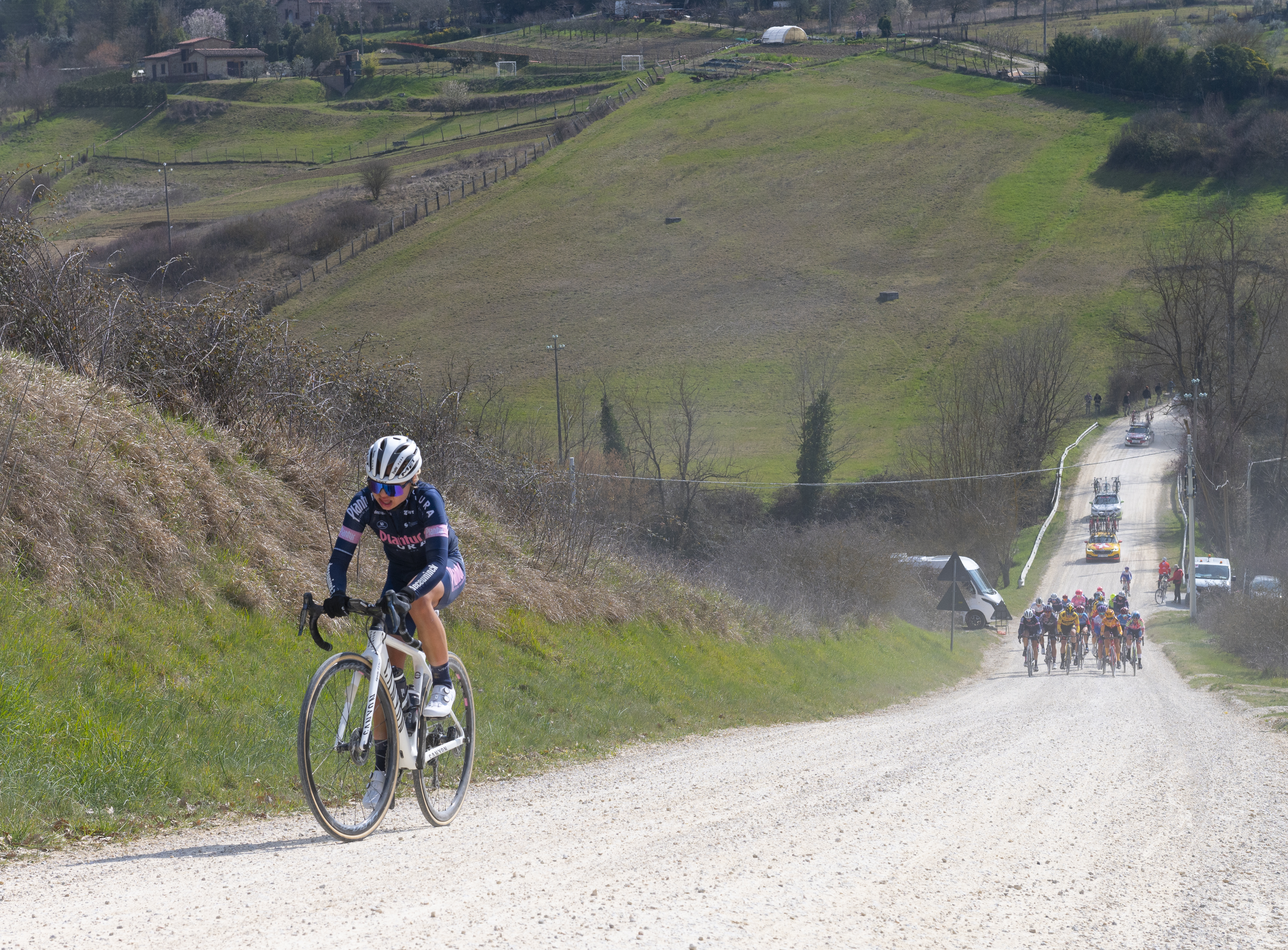
Ghekiere tijdens de Strade Bianche 2022

Ze vond in 2022 met Plantur-Pura een nieuwe werkgever. Dat jaar maakte ze ook voor het eerst deel uit van de nationale selectie, waarmee ze de Tsjechische rittenkoers Gracia Orlová reed. In de slotetappe werd ze derde, haar eerste podiumplaats. Ze werd enkele maanden later opnieuw opgeroepen voor de nationale selectie, ditmaal voor het EK. Niet veel later verdiende ze eveneens haar plaats in de selectie voor het WK. Hier werd ze negentiende, en tweede Belgische na Lotte Kopecky. Ondertussen had ze ook het bergklassement in de Ronde van Thüringen naar haar hand weten te zetten, haar eerste overwinning. In de Grote Prijs van Wallonië behaalde ze bijna haar eerste ritoverwinning, maar in de laatste meters schoot ze uit haar klikpedaal waardoor haar land- en teamgenote Julie De Wilde haar nog voorbijstak. Ghekiere werd hier uiteindelijk tweede, voor nog een teamgenote, Yara Kastelijn. Tijdens de Ronde van Frankrijk was ze een aflevering te gast bij Vive le vélo.

### 2023: eindoverwinning in Valencia

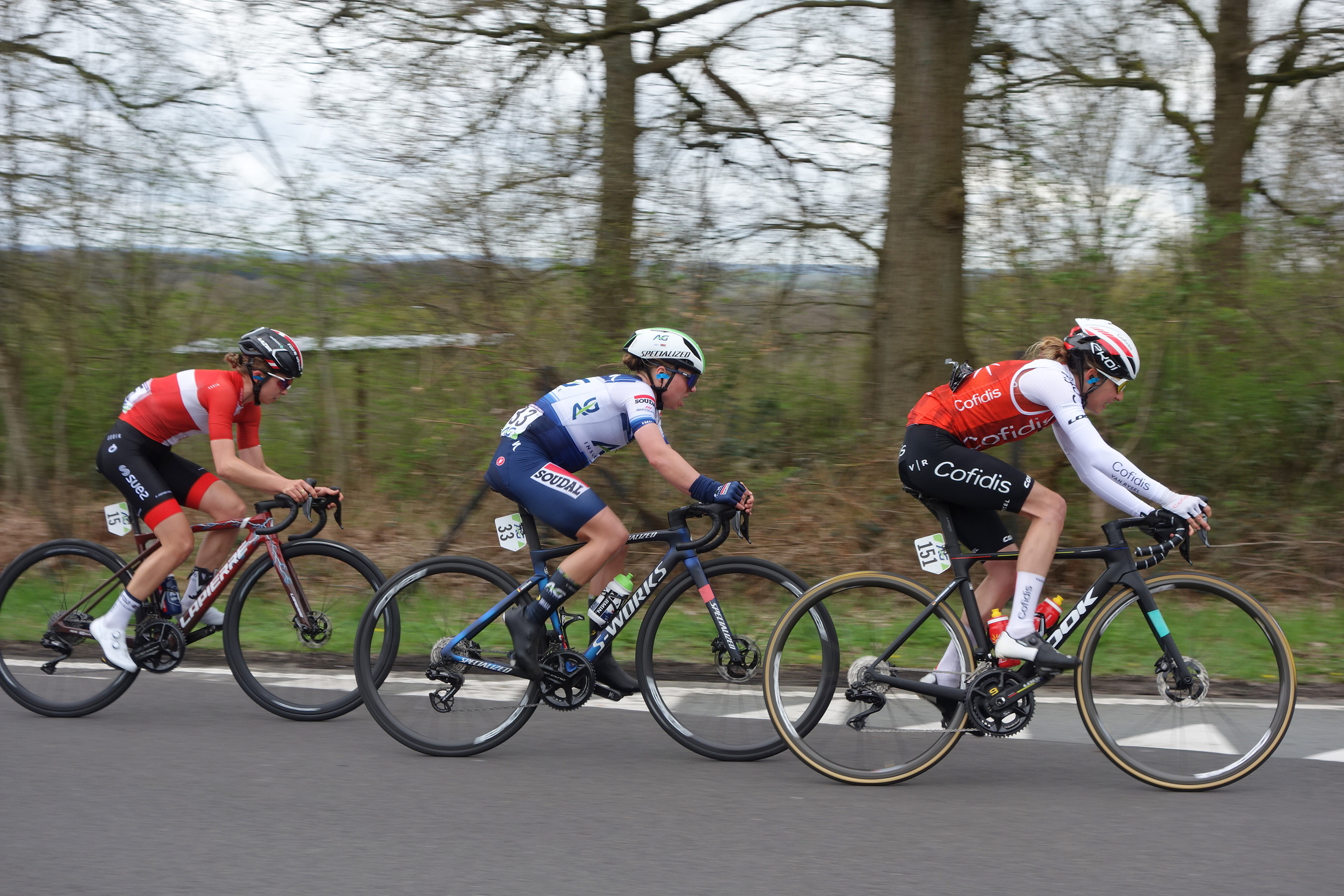
Ghekiere tussen Uttrup Ludwig en Koppenburg tijdens Luik-Bastenaken-Luik 2023

Voor het seizoen van 2023 verkaste ze naar AG Insurance-Soudal Quick-Step. Hier behaalde ze vroeg op het seizoen haar eerste eindoverwinning in een rittenkoers. In de Wielerweek van Valencia ging Ghekiere tijdens de laatste etappe mee met de vroege vlucht om het bergklassement naar haar hand te zetten. Ze wist het peloton voor te blijven en sprintte voor de zege, die uiteindelijk naar Elise Uijen ging. Ghekiere werd tweede, maar wist naast het bergklassement onverwachts ook het eindklassement te winnen met één seconde voorsprong op haar teamgenote Ashleigh Moolman-Pasio. Ze liet verder ook onder andere Annemiek van Vleuten (vierde) en Cecilie Uttrup Ludwig (tiende) achter zich in dat algemene klassement. In de voorjaarsklassiekers wist ze geen topresultaat te behalen, haar beste klassering was een negentiende plaats in de Waalse Pijl. Later wist ze nog vijfde te worden in zowel de Spaanse eendagskoers Emakumeen Saria als op het Belgisch kampioenschap. In de Italiaanse World Tour-koers Trofeo Alfredo Binda werd ze achtste. In de meerdaagse wedstrijd Ronde van Burgos, eveneens op World Tour-niveau, werd ze dertiende in het algemeen klassement. De Ronde van Italië beëindigde ze als vierentwintigste. De rest van het seizoen bewees Ghekiere zich vooral als knecht. Zo hielp ze Moolman-Pasio aan een zesde plek in de Ronde van Frankrijk en Kopecky aan de wereldtitel. Zelf werd ze in zowel het eindklassement van de Tour als op het WK tweeëntwintigste. Aan het einde van het seizoen werd Ghekiere nog genomineerd voor de Flandrienne-Trofee, die echter naar Kopecky ging. Wel won ze het Gouden Merletje voor Sportvrouw van het jaar in Izegem.

### 2024: bergkoningin in Catalonië, Giro en Tour

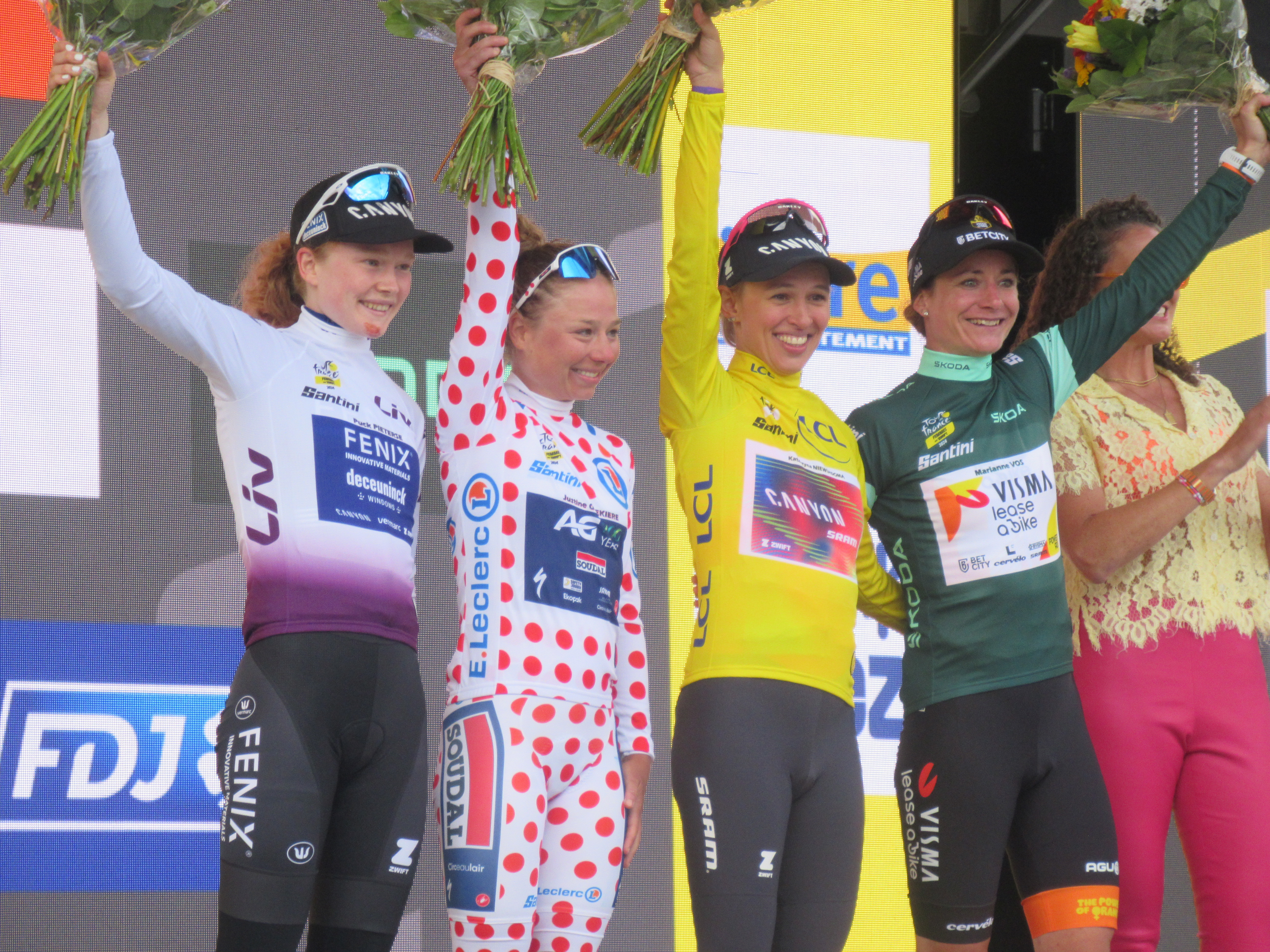
De klassementswinnaressen van de Ronde van Frankrijk 2024: Pieterse, Ghekiere, Niewiadoma en Vos

In de voorjaarsklassiekers liet Ghekiere zich regelmatig zien. Zo was ze mee in de vroege vlucht tijdens de Ronde van Vlaanderen en werd ze achtste, en eerste Belgische, in onder andere de Brabantse Pijl. Ook in de driedaagse Ronde van Catalonië was ze actief. In de eerste etappe greep ze de bergtrui. In de tweede rit was ze mee in de kopgroep en won ze de prijs voor de strijdlustigste renster. In de slotrit stelde ze op de eerste berg het bergklassement veilig. Op het Belgisch kampioenschap op de weg werd Ghekiere derde, achter Lotte Kopecky en Sanne Cant. In juli wist ze, ondanks een zware val in de zesde etappe, het bergklassement in de Ronde van Italië te veroveren. Op de Olympische wegrit begin augustus hielp Ghekiere, samen met Julie Van de Velde en Margot Vanpachtenbeke, Kopecky aan een bronzen medaille. Later die maand nam Ghekiere ook opnieuw deel aan de Ronde van Frankrijk. In de vierde etappe wist ze de prijs van de strijdlust te veroveren. Na de zesde etappe mocht ze de bergtrui aantrekken, die ze kracht bijzette met de winst in etappe zeven. Op 18 augustus, na de slotetappe, mocht ze mee het eindpodium op door haar overwinning in het bergklassement.
Een dikke maand later stond Ghekiere opnieuw aan de start van het wereldkampioenschap, als meesterknecht van Kopecky. Ze reed de hele dag in het offensief, wat resulteerde in een tweede opeenvolgende overwinning voor Kopecky en een zevende plek voor Ghekiere zelf. Aan het einde van het seizoen werd ze bekroond met de Kristallen Zweetdruppel, als beste knecht. Ze was de eerste vrouw ooit die deze prijs in ontvangst mocht nemen, en eindigde ruim voor haar mannelijke collega's waaronder Tiesj Benoot en Victor Campenaerts. Voor de prijs van beste wielrenster moest ze enkel Kopecky voor zich dulden. Daarnaast mocht Ghekiere de Eddy in spe van Sporza in ontvangst nemen. Eerder werd ze ook al gehuldigd in haar woonplaats Izegem. Ze werd bovendien genomineerd voor de Flandrienne-Trofee en voor Sportvrouw van het jaar.

## Palmares
2022
 Bergklassement Ronde van Thüringen
2023
 Bergklassement Wielerweek van Valencia
 Eindklassement Wielerweek van Valencia
2024
Prijs van de strijdlust 2e etappe Ronde van Catalonië
 Bergklassement Ronde van Catalonië
 Belgisch kampioenschap op de weg
 Bergklassement Ronde van Italië
 Prijs van de strijdlust 4e etappe Ronde van Frankrijk
7e etappe Ronde van Frankrijk
 Bergklassement Ronde van Frankrijk
2025
1e etappe Ronde van Noorwegen
 Bergklassement Ronde van Noorwegen
 Belgisch kampioene wegwedstrijd

### Resultaten in voornaamste wedstrijden
| Jaar | Ronde van Italië | Ronde van Frankrijk | Ronde van Spanje |
| ---- | ---------------- | ------------------- | ---------------- |
| 2021 |                  |                     |                  |
| 2022 |                  |                     |                  |
| 2023 | 24e              | 22e                 |                  |
| 2024 | 32e              | 30e (1)             | opgave           |
| 2025 |                  | 14e                 | 34e              |

| Jaar | Milaan-San Remo | Gent-Wevelgem | Ronde van Vlaanderen | Amstel Gold Race | Luik-Bast.‑Luik | Dwars door Vlaanderen | Brabantse Pijl | Waalse Pijl |  | WK op de weg |
| ---- | --------------- | ------------- | -------------------- | ---------------- | --------------- | --------------------- | -------------- | ----------- |  | ------------ |
| 2021 |                 |               | opgave               | opgave           | opgave          | opgave                | 84e            | buit.tijd   |  |              |
| 2022 |                 | opgave        |                      | 86e              |                 | 49e                   | 27e            | 56e         |  | 19e          |
| 2023 |                 |               | 32e                  | 22e              | 25e             | 39e                   | 29e            | 19e         |  | 22e          |
| 2024 |                 |               | opgave               |                  | 28e             | 70e                   | 8e             | 26e         |  | 7e           |
| 2025 | 47e             | 43e           | 24e                  |                  |                 |                       |                |             |  |              |

### Resultaten in kleinere rondes
| Jaar | Wielerweek van Valencia | Ronde van Burgos | Ronde van Thüringen | Ronde van het Baskenland | Tour Down Under | Simac Ladies Tour | Ronde van Catalonië | Ronde van Noorwegen (2014-2021) / (2025-) |
| ---- | ----------------------- | ---------------- | ------------------- | ------------------------ | --------------- | ----------------- | ------------------- | ----------------------------------------- |
| 2021 |                         |                  |                     |                          |                 |                   |                     | 73e                                       |
| 2022 |                         |                  | 10e                 |                          |                 | 14e               |                     |                                           |
| 2023 | ↑                       | 13e              |                     |                          |                 |                   |                     |                                           |
| 2024 |                         |                  |                     |                          |                 |                   | 23e                 |                                           |
| 2025 |                         |                  |                     | 4e                       | 6e              |                   |                     | 2e (1)                                    |

## Onderscheidingen
- Gouden Merletje 2023
- Kristallen Zweetdruppel 2024
- Eddy in spe 2024

## Ploegen

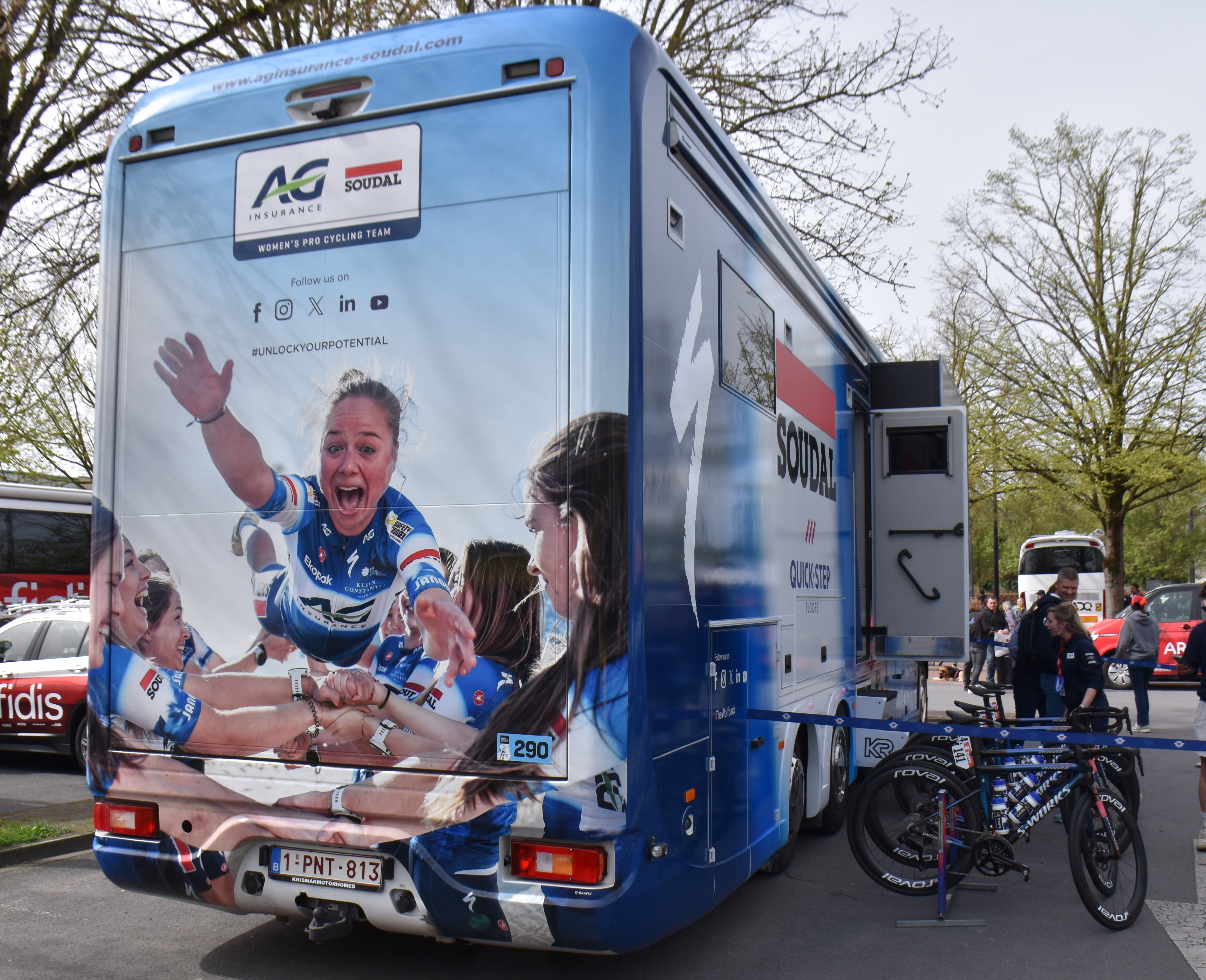
Ghekiere op de bus van haar ploeg in 2024: AG Insurance-Soudal

- 2021 -  Bingoal Casino-Chevalmeire
- 2022 -  Plantur-Pura
- 2023 -  AG Insurance-Soudal Quick-Step
- 2024 -  AG Insurance-Soudal
- 2025 -  AG Insurance-Soudal

Benito · Boogaard · Borgström · Ghekiere · Goossens · Henttala · Kasper · Knaven · Louw · Masetti · Meertens · Moolman-Pasio · Pluimers · Rijnbeek · Steigenga · Wollaston
Benito · Bentveld (vanaf 24/4-tot 13/9) · Boogaard · Borgström · De Schepper (vanaf 14/6) · Ghekiere · Gigante · Goossens · Le Court · Louw · Masetti · Moolman-Pasio · Pluimers · Rijnbeek · Steigenga · Van de Velde · Wollaston
Bastiaenssen · Benito · Bentveld · Borgström · Bossuyt (vanaf 14/6) · Castrique · De Schepper · Ghekiere · Gigante · Goossens · Le Court · Louw · Manly · Masetti · Moolman-Pasio · Pluimers · Steigenga · Van de Velde · Verhulst-Wild · Žigart